# The Don Killuminati: The 7 Day Theory
The Don Killuminati: The 7 Day Theory — студийный альбом Тупака Шакура, вышедший в 1996 году, последний альбом, который Тупак Шакур успел закончить незадолго до своей смерти. Релиз состоялся уже после его смерти. Создание этого альбома полностью принадлежит Тупаку, включая название и оформление обложки. На обложке изображён артист, напоминающий Иисуса Христа, распятого на кресте. По представлению самого Тупака, СМИ образно распяли его за то, что в своём творчестве он пропагандировал насилие, наркотики и криминальный образ жизни. Убийство артиста вызвало ажиотаж вокруг его посмертного альбома. Альбом дебютировал на 1-м месте чарта Billboard 200, за первую неделю было реализовано 768 000 его копий. К 2011-му году по всему миру было продано около 28 млн копий альбома, а продажи в США достигли 4 млн копий, вследствие чего альбому присудили четырёхкратный платиновый статус RIAA.

## Об альбоме
Множество мистификаций приписывается этому альбому. Самая распространённая заключается в том, что Тупак фальсифицировал собственную смерть. Начиная с этого альбома, он предполагал полностью отказаться от псевдонима 2Pac и взять псевдоним Makaveli. Итальянский мыслитель Макиавелли несколько раз фальсифицировал свою смерть, чтобы скрыться от врагов. Есть много числовых совпадений. В Тупака стреляли точно через семь месяцев после выхода последнего альбома All Eyez on Me. Число семь встречается ещё... В него стреляли седьмого сентября. Сложение цифр его возраста дает семерку (2 + 5). И даже время смерти, 4:03, в результате сложения цифр, опять же - семь (4 + 0 + 3)... Ещё Тупак в день стрельбы сидел на БМВ 7 серии. Предполагают, что Тупак таким образом решил уйти от врагов. Тупак закончил этот альбом за 7 дней. «Теория семи дней», в течение которых Бог сотворил Землю, в данном случае рассматривается как замысел артиста открыть новую эру в хип-хопе.
В первых партиях дисков The 7 Day Theory в самом начале альбома можно услышать слова: «Suge shot him» (Suge застрелил его). Предполагают, что это сказал после смерти артиста Kadafi за несколько часов до того, как альбом был отправлен в тиражирование. Kadafi был также убит 10 ноября 1996 года.

## Список композиций
| #  | Название                       | Исполнитель(и)                                 | Продюсер(ы)                     | Время |
| -- | ------------------------------ | ---------------------------------------------- | ------------------------------- | ----- |
| 1  | «Bomb First (My Second Reply)» | Makaveli; Young Noble; E.D.I.                  | Big D                           | 4:56  |
| 2  | «Hail Mary»                    | Makaveli; Young Noble; Prince Ital Joe; Kastro | Hurt-m-Badd                     | 5:09  |
| 3  | «Toss It Up»                   | Makaveli; Danny Boy; K-Ci & JoJo; Aaron Hall   | Demetrius Ship Sr; Reggie Moore | 5:06  |
| 4  | «To Live & Die in L.A.»        | Makaveli; Val Young                            | QDIII                           | 4:33  |
| 5  | «Blasphemy»                    | Makaveli; Prince Ital Joe                      | Hurt-m-Badd                     | 4:47  |
| 6  | «Life of an Outlaw»            | Makaveli; Kadafi; Young Noble                  | Big D                           | 4:55  |
| 7  | «Just Like Daddy»              | Makaveli; Kadafi; Young Noble                  | Hurt-m-Badd                     | 5:07  |
| 8  | «Krazy»                        | Makaveli; Bad Azz                              | Big D                           | 5:15  |
| 9  | «White Man’z World»            | Makaveli; Big D                                | Big D                           | 5:38  |
| 10 | «Me and My Girlfriend»         | Makaveli                                       | Big D; Hurt-m-Badd              | 5:08  |
| 11 | «Hold Ya Head»                 | Makaveli; Hurt-m-Badd                          | Hurt-m-Badd                     | 3:59  |
| 12 | «Against All Odds»             | Makaveli                                       | Hurt-m-Badd                     | 4:35  |

## Семплы
| - «Against All Odds» - «Skin I’m In» — Cameo - Некоторые фразы из фильма «Крёстный отец» - «Bomb First (My Second Reply)» - «Uptown Anthem» — Naughty by Nature - «Toss It Up» - «Blind Man Can See It» — Джеймс Браун - «In Doubt» — Питер Гэбриэл - «Grandma’s Hands» — Билл Уизерс | - «Just Like Daddy» - «Impeach the President» — The Honeydrippers - «To Live & Die in L.A.» - «Do Me, Baby» — Принс - «White Man’z World» - «Up Where We Belong» — Джо Кокер - Некоторые фразы из фильма «Малкольм Икс» - «Hold Ya Head» - «How Do You Keep the Music Playing?» — Джеймс Ингрэм - Некоторые фразы из фильма «Малкольм Экс» |

## Позиции в чартах
| Чарты (1996)                | Позиции |
| --------------------------- | ------- |
| Australian Albums Chart     | 37      |
| Deutsche Alternative Charts | 5       |
| Dutch Albums Chart          | 61      |
| New Zealand Albums Chart    | 17      |
| Swedish Albums Chart        | 28      |
| UK Albums Chart             | 53      |
| US Billboard 200            | 1       |
| US Top R&B/Hip-Hop Albums   | 1       |